# Марин Делимаринов
 Марин Делимаринов е български художник.

## Биография
Роден е на 14 февруари 1950 година в град Карлово. Получава основно образование в родния си град, а средно образование – в Национално училище за изящни изкуства „Илия Петров“. През 1977 година завършва специалност „Живопис“ в Висшия институт за изобразително изкуство „Николай Павлович“, а през 1978 година специализира в майсторския клас на проф. Александър Поплилов.

## Участия в международни изложби
- 1978 – България, София
- 1981 – Югославия, Белград
- 1982 – Мексико
- 1983 – Куба, Хавана
- 1984 – Япония
- 1984 – Москва, награда за най-добър плакат
- 1985 – Италия
- 1987 – България, София
- 1989 – България, София
- 2004 – България, Плевен – Второ биенале на малките форми
- 2007 – Чехия, Рокицани – Проект Xx80x100, постоянен пърформанс
- 2012 – Франция, Париж – участие в Есенния салон на изкуствата Salon d'Automne
- 2013, 2014, 2015 – Франция, Париж – участие в салона за независими творци Société des artistes indépendants
- 2017 – България, София, Посолство на САЩ – Арт фестивал „Изкуство и музика“: Изложба „Експресионистични пейзажи от Америка и България“

## Участия в национални изложби
1987, 1988, 1990, 1995, 2004 – Национална изложба „Пейзаж“

## Самостоятелни изложби
- 2005, 2007, 2008, 2009, 2010, 2011, 2012, 2013, 2014, 2015, 2016, 2017, 2018, 2019, 2020, 2021, 2022 – Арт Галерия „Минерва“, София
- 2008 – Галерия „Лик“, София
- 2023 – Галерия „Средец“, Изложба „45 години творчество“, организирана от Министерство на културата на България
- 2023 – Изложба "Емоционални проекции" по случай 30-годишнината на галерия "Минерва"

## Постоянна изложба
- Арт Галерия Минерва

## Творчество
Картини на Марин Делимаринов са изложени в художествени галерии в София, Карлово и Сопот, както и в частни колекции в България, Германия, САЩ, Япония, Белгия, Великобритания, Франция, Австрия, Гърция, Италия, Русия, Турция и др.
Негови творби могат да бъдат открити в парламентарните сгради на Италия, Германия и Мароко.
В частните колекции на:
Чарлз III – крал на Обединеното кралство Великобритания и Северна Ирландия; Абдула II – крал на Йордания; Бърти Ахърн – десети министър-председател на Ирландия; Петер Кютеман – президент на Dietsmann; Моргън Фрийман, холивудски актьор, носител на „Оскар“; Васил Велев – изпълнителен директор на Стара Планина холд; Дарик – Колекция „Двадесет години от живота на една колекция“
и др.